# Popol Vuh

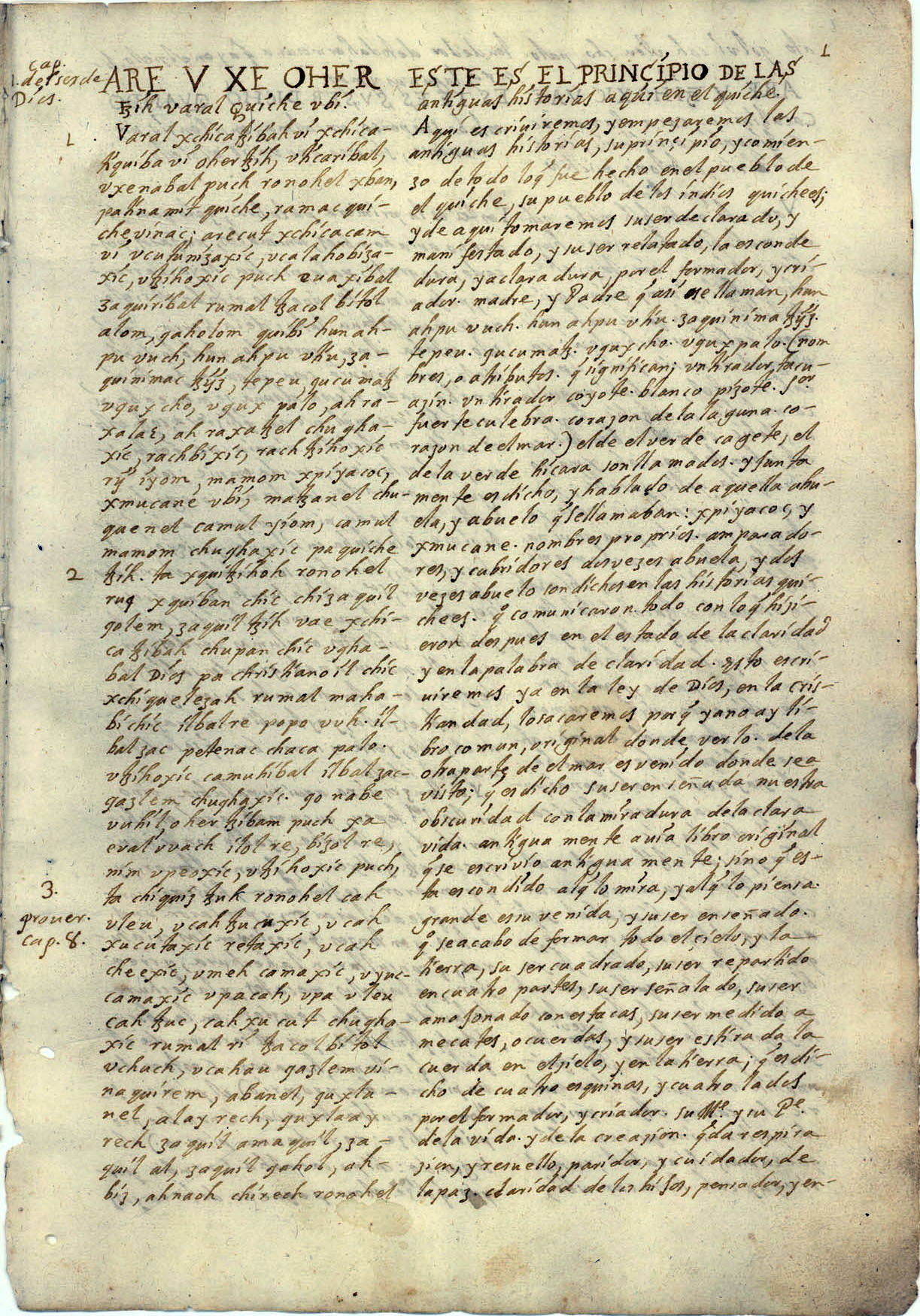
Första sidan av det av Francisco Ximénez upptäckta manuskriptet.

Popol Vuh (ungefär "Rådets bok") är mayafolkets heliga skrift, skriven på quiché. Den beskriver skapelsemyten och berättelserna om de två tvillinghjältarna, centrala teman i mayansk mytologi. Efter det inledande mytologiska avsnittet beskrivs kungadömet Quiches grundläggande och historia samt det kungliga släktets gudomliga börd.
Det mest fullständiga bevarade manuskriptet av Popol Vuh finns på Newberry Library i Chicago och är skrivet på mayaspråket quiché. Efter spanjorernas erövring av Guatemala producerades i hemlighet kopior med latinska bokstäver av de äldre böckerna som skrevs med de ursprungliga glyferna. En av dessa upptäcktes 1702 av prästen Francisco Ximénez i staden Chichicastenango och lyckligtvis brände han den inte, utan han valde att kopiera den och lägga till en översättning på spanska. Denna kopia hamnade i en negligerad hörna av universitetsbiblioteket i Guatemala City där den upptäcktes 1854 av Etienne Brasseur de Bourbourg och Carl Scherzer. De utgav den på franska och spanska några år senare. Verket utkom på svenska 1983.
Förcolumbiansk begravningskeramik är ofta dekorerade med texter och scener ur Popul Vuh. Det är också möjligt att några av berättelserna i Popol Vuh finns bättre bevarade i mayafolkets muntliga tradition, såsom de nedtecknats av antropologer under 1900-talet, än i Ximénezs manuskript.